# Orbea (fabricant de bicicletes)
Orbea és una empresa cooperativa dedicada a la fabricació de bicicletes situada a la població basca de Mallabia. Orbea produeix bicicletes de carretera, tot terreny, de passeig i infantils. És part de Mondragón Corporación Cooperativa i és un dels fabricants més importants de bicicletes d'Europa.

## Història
Va ser fundada per tres germans a Eibar el 1840 i es va dedicar en un primer moment a la fabricació d'armes fins que el 1926 va començar la producció de bicicletes. El 1975 va abandonar les instal·lacions d'Eibar i es va ubicar a Mallabia.
Orbea és una marca dedicada als esports exteriors, centrada en la fabricació de bicicletes, roba ciclista i cascos. A més, són distribuïdors exclusius mundials de la marca neozelandesa de triatló Orca.
Orbea té dues plantes de fabricació a tot el món. L'activitat principal es desenvolupa a la planta de Mallabia, que compta amb 300 treballadors, i disposa duna segona planta a la citat portuguesa d'Aveiro amb 100 treballadors. Compta amb una mitjana de 250.000 bicicletes venudes a l'any.

## Patrocinis
Orbea ha patrocinat de forma individual a ciclistes en diferents disciplines de dels anys 1930, entre els quals destaquen Ricardo Montero, Luciano Montero i Mariano Cañardo. Als anys 1970 va crear el seu primer equip professional del que formava part Miguel Mari Lasa. Als anys 1980 es va reprendre la idea de tenir un equip professional, el Grup Esportiu Orbea-Danena, del qual van formar part Perico Delgado i Marino Lejarreta.
La marca va comptar també amb un equip professional des de l'any 2000 que competia en proves de ciclisme de muntanya, anomenat Orbea, en les seves últimes temporades liderat pel francès Julien Absalon i amb Rubén Ruzafa i Iñaki Lejarreta, essent un dels equips més potents del món en l'especialitat de cross-country. De l'equip també en van formar part Jean-Christophe Péraud i Marga Fullana, entre d'altres.
Des de 2013 compta amb un equip de triatló anomenat Orbea-Orca Triathlon Team. Des de l'any 2017 és el patrocinador oficial de l'UnitedHealthcare Pro Cycling Team dels circuits continentals de ciclisme.